# Spaghetti Western
Spaghetti Western naziv je koji se upotrebljava za vestern filmove koji su talijanski filmski redatelji i producenti snimali 1960-ih i 1970-ih. U početku je ovaj naziv bio pejorativnog karaktera jer je većina filmova bila niskobudžetna, no vremenom nekoliko filmova ovog žanra postaće po kvaliteti vrlo značajna. 
Tri osobe koje se više od ostalih povezuju s ovim žanrom su – redatelj Sergio Leone, glumac Clint Eastwood i skladatelj Ennio Morricone. Vjerojatno najpoznatiji Spaghetti Western film je Dobar, loš, zao snimljen 1966., film u kojem su sudjelovala sva tri gore spomenuta imena, iako je film imao neobično visok budžet za ovu vrstu filmova. 
Filmovi su uglavnom snimani u južnoj Španjolskoj (često u pokrajini Almería, gdje se nalazi jedina europska pustinja), južnoj Italiji ili u nekim oblastima sjeverne Afrike. Prednost u Španjolskoj bila je u tom što je lokalno stanovništvo moglo glumiti Meksikance. Područja koja su nalikovala na pustinju trebala su dočarati oblasti južnih dijelova SAD-a ili Meksiko.
Osim spomenutih imena često se i sljedeći glumci poistovjećuju s ovim žanrom: Charles Bronson, Lee van Cleef, Terence Hill, Klaus Kinski, Jack Palance, Bud Spencer, Franco Nero, Eli Wallach i Henry Fonda odglumili su utjecajne uloge u okvirima Spaghetti Western filmova.